# Orthostixis amanensis
Orthostixis amanensis är en fjärilsart som beskrevs av Eugen Wehrli 1932. Orthostixis amanensis ingår i släktet Orthostixis och familjen mätare. Inga underarter finns listade i Catalogue of Life.